# Cycas guizhouensis
Cycas guizhouensis es una especie de Cycadopsida del género Cycas, de la familia Cycadaceae, del orden Cycadales.

## Distribución
Cycas guizhouensis se distribuye por China (Guangxi, Guizhou, Yunnan).

## Taxonomía
Fue descrita científicamente por K.M.Lan & R.F.Zou. Fue publicado por primera vez en K.M.Lan & R.F.Zou. In: Acta Phytotax. Sin. 21(2): 209-210. (1983).